# BI-2
BI-2 (russisch БИ-2) ist eine russischsprechende Rockband; die Gründungsmitglieder sind Schura BI-2 und Ljowa BI-2.
Die Band wurde 1985 zu sowjetischen Zeiten in der Belorussischen SSR gegründet und emigrierte 1999 nach Russland, wo sie dann berühmt wurde. BI-2 zählte in den 2000er Jahren zu den erfolgreichsten Bands Russlands. Manche Alben erreichten den Goldstatus.

## Geschichte

### Vorgeschichte
Die Band BI-2 entstand in Bobruisk der Belorussischen Sowjetrepublik, 1985 lernten sich Schura (Aleksandr Uman) und Ljowa (Igor Bortnik) in einem Theaterstudium kennen. Dadurch entstand ein Kollektiv namens „Waffenbrüder“ (russisch Братья по оружию Bratja po oruschiju), das nach einigen Monaten in „Ufer der Wahrheit“ (Берег Истины Bereg Istiny) umbenannt wurde. Der wechselnde Bestand der Band setzte sich aus 15 Mitgliedern zusammen (mit dabei war auch eine Showband). Beim ersten großen Konzert am 10. November 1988 nannte sich die Band „BI-2“ (БИ-2, von БИ-2 Берег Истины – 2 Bereg Istiny – 2), was übersetzt soviel heißt wie „Ufer der Wahrheit – 2“. Bis 1990 gastierte die Band zwei Jahre lang aktiv in Belarus.
Im Jahre 1991 zog Schura, einer der Bandleader, nach Israel um und Ljowa folgte ihm das Jahr darauf. BI-2 nahm 1992 am Jerusalemer Rockfestival teil und belegte den ersten Platz.
1993 zog Schura nach Australien um und schloss sich der Dark-Wave-Band Chiron an, was dem Zusammenhalt von BI-2 nicht schadete, da Schura und Ljowa ihre Lieder per Telefon und über Audiobriefe kreierten. Die Texte und Lieder, die telefonisch aufgenommen wurden, fanden 1997 ihren Platz auf einem Album namens „Geschlechtslose und traurige Liebe“ (Бесполая и грустная любовь Bespolaja i grustnaja ljubow), welches wegen einer ökonomischen Krise erst 1998 veröffentlicht wurde.
Ljowa schloss sich Schura im Jahre 1998 in Australien an und spielte auch ein Jahr lang bei Chiron mit.

### Entwicklung
Im September 1999 reiste die Band nach Russland für das Rock-Festival „Maxidrom“ (russisch Максидром) ein und beteiligte sich im Jahre 2000 am Soundtrack des Films „Der Bruder 2“ (Originaltitel: Брат 2 Brat 2). Der im Film erschienene Track „Keiner schreibt dem Oberst“ (Полковнику никто не пишет Polkowniku nikto nje pischet) steigerte enorm den Bekanntheitsgrad der Band.
Die Band tritt des Öfteren in Duetts mit anderen russischen Musikanten wie Splin auf der Bühne auf.
Die Anziehungskraft der heimischen Projekte führte dazu, dass im letzten Quartal 2005 ein Album entstand, welches den Namen „Der ungerade Krieger“ (Нечётный воин Njetschotny woin) trug und die Lieder von Schuras Onkel Michail Karasjow von bedeutenden Rocksängern wie Piknik, Agata Kristi, Notschnyje Snaipery, Brainstorm etc. vorgetragen wurden. Das gleichnamige zweite Album zu diesem Projekt erschien 2008.
Die Texte von BI-2 sind reich an literarischen Anlehnungen im Bezug auf Kinowelten.
Schura und Ljowa moderieren einmal wöchentlich ein Radioprogramm namens „Biologie“ im russischen Radiosender „Maximum“.
Schura besitzt die australische Staatsbürgerschaft und hat es sogar geschafft, seinen Namen in B-II umzubenennen.
2022 weigerte sich die Band in Omsk, Sibirien, vor einem Banner mit der Aufschrift „Für den Präsidenten“ (Wladimir Putin) zu spielen.
Im Januar 2024 wurden sieben Mitglieder der Band im thailändischen Phuket festgenommen und in Einwanderungshaft genommen. Laut Aussagen der Band waren „falsch formulierte Unterlagen der Organisatoren“ der Grund für die Festnahme. Es drohte eine Abschiebung nach Russland, wo die Gruppe als Bedrohung für die nationale Sicherheit gilt. Am 30. Januar wurde Jegor „Ljowa“ Bortnik, der neben dem israelischen auch über einen australischen Pass verfügt, nach Israel ausgeflogen. Laut Mitteilung auf der Facebook-Seite der Band haben am 1. Februar 2024 morgens auch alle anderen Bandmitglieder Tel Aviv, Israel, per Flug erreicht.

## Diskografie

### Alben
- 1988: Изменники родины (Vaterlandsverräter)
- 1998: Бесполая и грустная любовь (Geschlechtslose und traurige Liebe)
- 2000: БИ-2 (BI-2)
- 2001: Феллини-тура (Fellini tour)
- 2001: Мяу кисс ми (Mjau kiss mi)
- 2004: Партия дудок (Pfeif-Partie)
- 2004: Иномарки (ausländische Wagen)
- 2005: БИ-2, mp3 коллекция (BI-2, MP3-Kollektion)
- 2005: Нечётный воин (Der ungerade Krieger)
- 2006: Moloko (Milch)
- 2006: Раритетный (Rarität, Seltenes)
- 2008: Нечётный воин 2 (Der ungerade Krieger 2)
- 2008: Без слов I + II (Ohne Worte I + II)
- 2009: Лунапарк (Luna Park)
- 2010: Бумажный змей (Papierschlange)
- 2010: …и корабль плывет (… und das Schiff schwimmt)
- 2011: Spirit
- 2014: #16плюс (#16plus)
- 2017: Горизонт событий (Ereignishorizont)
- 2022: Аллилуйя (Halleluja)

### Singles (Auswahl)
- 2000: Полковнику Никто Не Пишет
- 2000: Варвара
- 2000: Серебро
- 2001: Мой Рок-н-ролл
- 2001: Феллини (mit Splin)
- 2012: Молитва
- 2012: Вечная призрачная встречная
- 2014: Компромисс
- 2016: Лайки
- 2017: Пора возвращаться домой (mit Oxxxymiron)
- 2017: Чёрное солнце
- 2020: Пекло

## Ehrungen und Prämien
- 2001: Das Album „BI-2“ erhält den World Music Award
- 2001: FUZZ-Prämie
- 2003: MUS-TW ernennt BI-2 zum „Duett des Jahres“
- 2007: MTV (Russland) verleiht den Preis „Beste Rockband“
- 2010: „Rockband des Jahres“ verliehen von MUS-TW